# Don’t Waste Your Time
«Don’t Waste Your Time» — второй и последний европейский сингл американской певицы Келли Кларксон, с её третьего студийного альбома 2007 года My December.

## Информация о песне
В песне использован семпл из песни мальтийской певицы Айры Лоско «Uh Oh».
27 июля 2007 года компания Sony BMG UK объявила, что «Don’t Waste Your Time» станет вторым синглом с альбома My December, изданным в Великобритании. Несмотря на это, сингл никогда не издавался там, тем не менее видеоклип был включён ротацию британских телеканалов. Кларксон заявила, что сингл будет выпущен в Канаде 20 августа 2007 года, однако релиз не состоялся. В Германии сингл был издан 14 декабря 2007 года, а в Австралии — в феврале 2008 года.

## Список композиций
CD сингл (88697 170342)
| №  | Название                | Длительность |
| -- | ----------------------- | ------------ |
| 1. | «Don’t Waste Your Time» | 3:35         |
| 2. | «Fading»                | 2:51         |

 Макси-сингл (88697 195192)
| №  | Название                | -               | Длительность |
| -- | ----------------------- | --------------- | ------------ |
| 1. | «Don’t Waste Your Time» |                 | 3:35         |
| 2. | «Fading»                |                 | 2:51         |
| 3. | «Maybe»                 | Sessions at AOL | 4:24         |
| 4. | «Don’t Waste Your Time» | видео           | 3:00         |

## Видеоклип

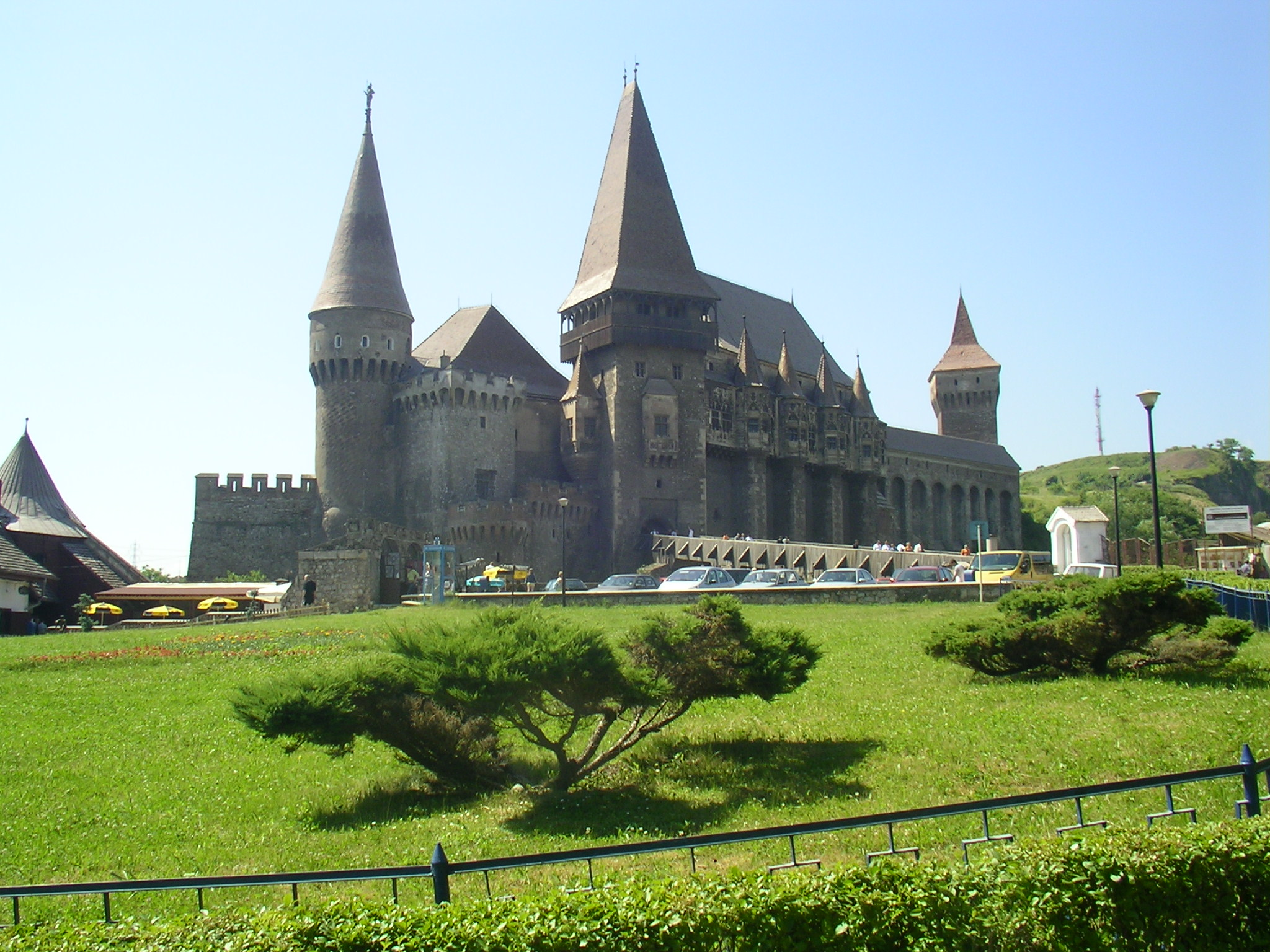
Замок Хуньяди

20 августа 2007 года, во время выступления в эфире Canada MTV Live Келли Кларксон поделилась новостью о грядущих съёмках клипа. Кларксон заявила, что это будет «сказка в стиле рок». Премьера клипа состоялась в интернете 5 октября 2007 года.
Режиссёром видеоклипа стал Роман Уайт. Действие клипа происходит в замке, где томится Кларксон, и принц пытается спасти её. В нём Келли Кларксон предстаёт в образе готической принцессы в красном платье с обложки альбома My December. Замок из видео — созданная при помощи компьютерных технологий копия Трансильванского замка Хуньяди.

## Хронология релиза
| Страна     | Дата              | Лейбл   | Формат               | Каталог                                       |
| ---------- | ----------------- | ------- | -------------------- | --------------------------------------------- |
| Бразилия   | 27 сентября, 2007 |         | CD                   |                                               |
| Германия   | 14 декабря, 2007  | SonyBMG | CD                   | 88697-170342 (Basic) / 88697-195192 (Premium) |
| Австралия  | 2 февраля, 2008   | SonyBMG | цифровая дистрибуция |                                               |
| Нидерланды | 24 марта, 2008    |         | цифровая дистрибуция |                                               |
| США        | 1 апреля, 2008    |         | CD                   |                                               |

## Чарты
| Чарт (2007—2008)     | Лучший результат |
| -------------------- | ---------------- |
| German Singles Chart | 93               |